# Ma malakat aymanukum
Ma malakat aymanukum, vanligen översatt till "Vad din högra hand äger", är en fras i koranen som syftar på unga flickor/slavar. al-Tabari har citerat åsikter som säger att uttrycket i denna vers syftar på både manliga och kvinnliga slavar.
Frasen har översatts av Bernard Lewis till "De vilka du äger", Abdullah Yusuf Ali och M. H. Shakir till "De vilka din högra hand äger", och N. J. Dawood till "De du äger som slavar".
Frasen är den vanligaste av de sju olika termer i koranen som hänvisar till slavar.   Den har tolkats som att muslimska män enligt sharia har rätt till sex med sina slavinnor utöver sina hustrur, och har genom historien använts för att rättfärdiga mäns sexuella umgänge med icke-muslimska kvinnliga slavar i den muslimska världen.